# Guido barun von Call zu Rosenburg und Kulmbach
Guido von Call zu Rosenburg und Kulmbach, (1849. – 1927.), barun, austro-ugarski diplomat i političar.
Bio veleposlanik Austro-Ugarske u Japanu 1909. – 1911., ministar vanjskih poslova, ministar trgovine 1900. – 1905.;
Zaljubljenik u Lovran gdje je za sebe i svoju suprugu Claru sagradio ljetnikovac Villa Belsitto, kao i ljetnikovac Villa Carmen za roditelje svoje supruge. Njegovom zaslugom sagrađeno je novo lovransko pristanište i novi lukobran, što je omogućilo pristajanje većih i modernijih brodova na redovitoj parobrodskoj liniji Rijeka - Volosko - Opatija - Lovran. Time je olakšan razvoj Lovrana kao suvremenog turističkog odredišta onog vremena.